# 入鹿池

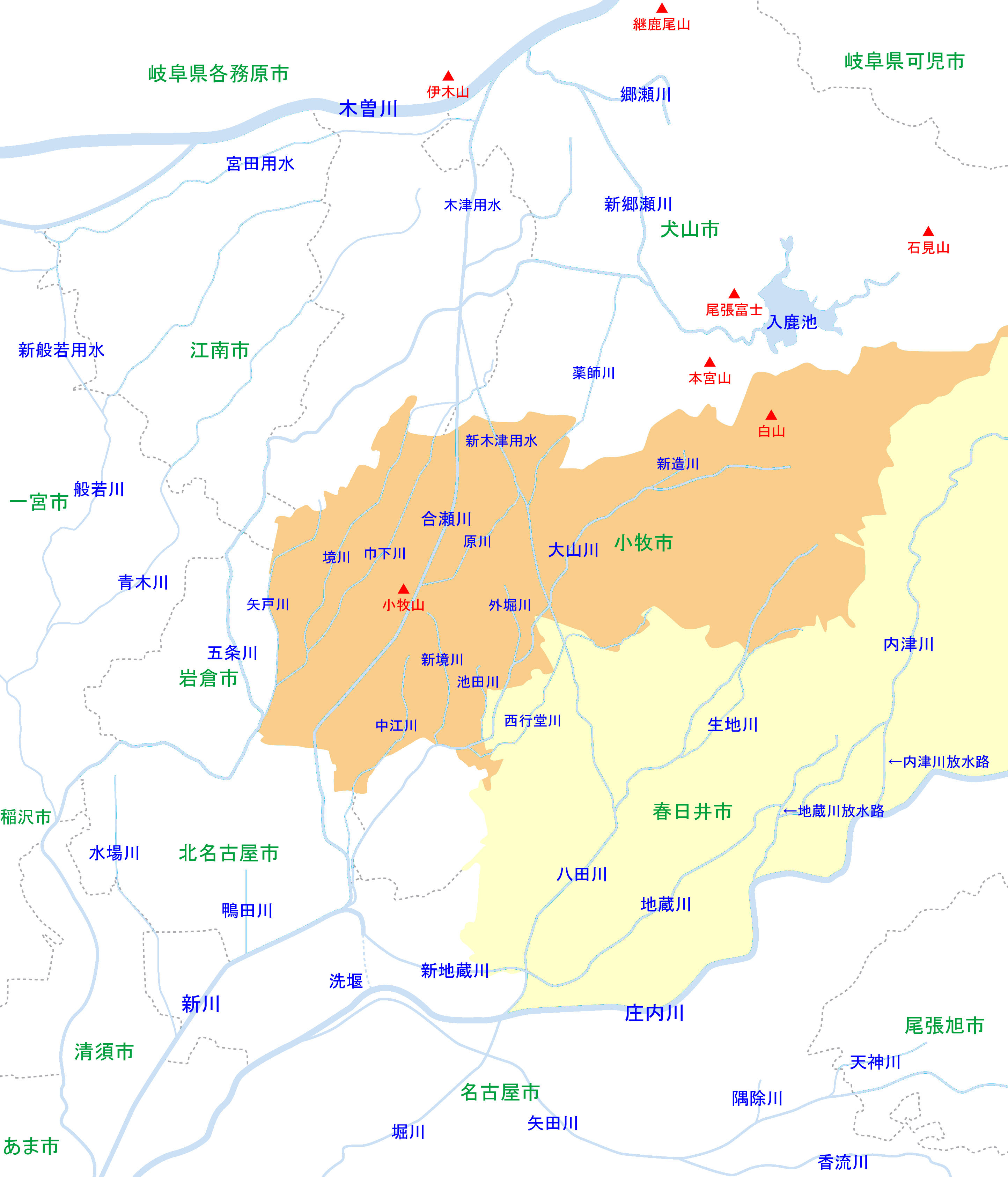
小牧市・春日井市周辺河川の位置関係図

入鹿池（いるかいけ）は、愛知県犬山市の入鹿、飛騨木曽川国定公園内にある人工の農業用ため池。総貯水容量は1847万9000立方メートルである。2010年（平成22年）3月25日に農林水産省のため池百選に選定され、2015年（平成27年）には国際かんがい排水委員会による世界かんがい施設遺産にも登録された。

## 概要
香川県の仲多度郡まんのう町にある満濃池と全国一二を争う規模であり、農業用の人工ため池としては稀有な大きさである。犬山市やその南に位置する愛知県小牧市、西に位置する丹羽郡の町へ灌漑用水がのびている。
池の周囲を北は今井山、南西は本宮山・尾張富士・白山の尾張三山が囲み、池畔には博物館明治村がある。また、ボート、ワカサギ釣りも楽しめる観光地でもある。池の周囲には、尾張パークウェイ、県道16号、県道49号などが通る。

## 基礎データ
- 形式 - 土堰堤
- 堤高 - 26.9m
- 堤長 - 120.0m
- 周囲 - 約16km
- 貯水量 - 15,187,786m3（満水時、転倒ゲート起立時の貯水量は16,810,863m3）
- 満水面積 - 152.1ha
- 灌漑面積 - 1,369町
- 水源 - 五条川[3]、成沢川、郷川

## 歴史

### 前史

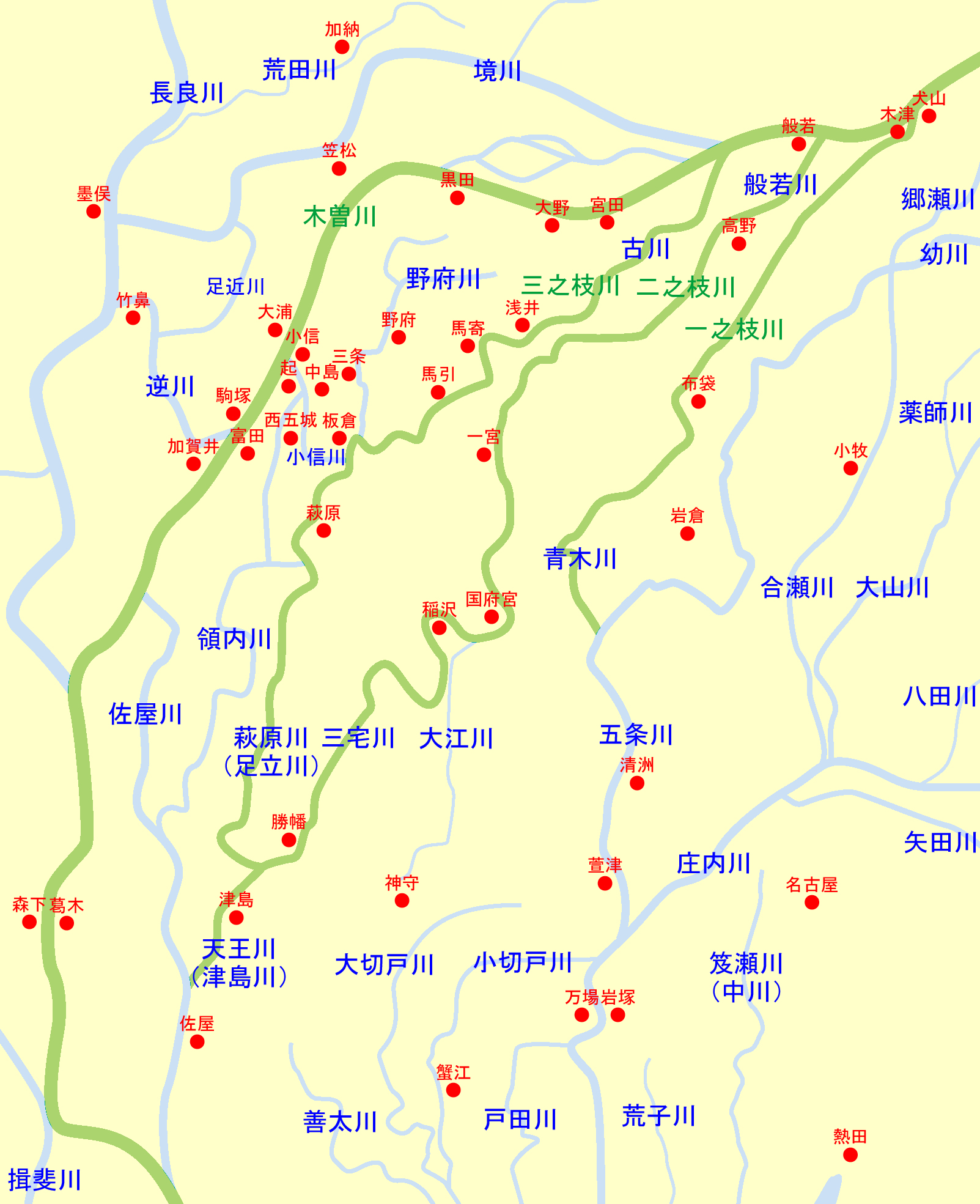
御囲堤建造以前の木曽八流の様子（緑は木曽川本川および主要派川）

尾張国と美濃国の境の木曽川は、昔は鵜沼川・広野川・境川・尾張川などと呼ばれていた。木曽川と呼ばれるようになったのは、その流路を大きく変えた、天正以降とみられる。
木曽川は度々氾濫し、尾張の人々を苦しめていた。そこで、徳川家康に建策し、これに堤を造ったのが伊奈忠次である。慶長14年（1609年）、伊奈は御囲堤（おかこいづつみ）と呼ばれる約50kmの連続堤を築き、これによって治水を行った。
当時、木曽川には一之枝川・二之枝川・三之枝川と呼ばれる支流があったが、この工事により、全て廃川となった。しかし、この工事でも木曽川の治水は完璧ではなく、薩摩藩士による宝暦治水を経て、工事の集大成はオランダ人技師ヨハニス・デ・レーケを中心として行われた明治の木曾三川分流まで待たねばならなかった（木曽川の治水については、木曽川#近代河川工事を参照のこと）。
伊奈による御囲堤の工事は、木曽川の水利を封じ込めてしまう面もあった。そこで、新たに木曽川から取水する用水路を整備する必要が出来、大江用水・般若用水・木津用水などの用水網が造成された。
大江用水は以前から存在していたが、御囲堤のために、新たに杁を設けた。取水場所は大野村（現一宮市）であったが、誰も杁の作成法を知らなかった。そのため、治水技術の先進国であった山城国に一宮（愛知県一宮市）の大工平田（もしくは原田）与左衛門・平四郎兄弟が派遣された。この兄弟は後に入鹿池造成に貢献した。

### 入鹿池築造
当時は新田開発が盛んで、ため池の築造もよく行われていた。ため池は用水路の不足分を補うための物であり、用水源としてのため池は、洪積台地などの高位面といった限られた環境で必要とされた。
のちに入鹿池が潤すことになる楽田原・青山原・小牧台地は高台にあり、低地であった他の尾張東北部は木曾川から取水する各用水路のお陰で農地整備が充分に行われていたが、これらでは、水源が雨水に由来する規模の小さいため池であり、そのため、田畑のない一面の野原であった。
ここに新田開発をしよう、という事業の一環として、入鹿池が築造された。入鹿池を、新田開発の主水源に位置付けた。寛永3年（1626年）の旱害で水争議が起きたのも、開発に影響を与えた。とにかく、高台は水源に乏しかった。
主にこの事業に従事した人々がおり、彼らは後に入鹿六人衆と呼ばれた。即ち、小牧村の江崎善左衛門・上末村の落合新八郎と鈴木久兵衛・田楽村の鈴木作右衛門・村中村の丹羽又助（又兵衛）・外坪村の舟橋七兵衛（仁左衛門）の6人である。（下記の「入鹿六人衆」参照）彼らはため池を造成するにはどこがよいか相談の末、丹羽郡入鹿村にある銚子の口をせき止める計画を立てた。
入鹿村は成沢川（今井川）・荒田川（小木川）・奥入鹿川といった諸流が流れ込む谷間で、尾張富士・羽黒山・奥入鹿山・大山といった山々に囲まれていた。諸流はこの谷間で1つにまとまり、五条川（幼川）となって南に流れる。この谷の出口が「銚子の口」と呼ばれる所であった。
つまり、江崎善左衛門を筆頭とする入鹿六人衆の考えは、この銚子の口をせき止めて、入鹿村の谷にため池を造ろう、というものであった。村1つを潰す池は、今までにない前代未聞の物で、これほどの大規模な物は、他に、讃岐の満濃池しかない。そんな物を作成しようと言うのだから、既に彼ら農民・浪人（牢人）の手に負える話ではなくなっていた。そこで、入鹿村を含む犬山を統治する犬山藩に請願し、尾張藩に開発願を提出することとなった。当時の犬山藩主成瀬隼人正正虎は尾張藩の付家老でもあり、彼の進言により、入鹿池の築造は尾張藩の事業となった。
尾張藩は入鹿村の村民に対し、家長（間口）一間につき金一両を払い、転居させた。立ち退き先として、まだ開発されていない荒地や、池の畔が充てられた。彼らが移転した先は、新たに入鹿出新田と名づけられた。（下記の「入鹿出新田」参照）

### 工事の概要
1632年（寛永9年）に、本格的に始まった工事は難航した。せき止める水量が多く、距離も長く、折角築いた堤も崩れてしまうからである。彼らは為す術なく、大野杁の工事の場合と同じく、河内国に技術を求めた。そして派遣されて来たのが甚九郎であった。

#### 百間堤
甚九郎は堤防作りに長けており、巧に土を積み上げた。ここで棚築き（たなきづき）と呼ばれる技術が使われた。堤の築きたい所に油の浸みた木の橋を渡し、その上に燃料の枯れ枝・松葉、土や石を載せる。そして木橋を燃やし土を落とす。
こうして寛永10年（1633年）2月、ついに甚九郎は96間（約175m）の大堤を完成させた。これを百間堤（ひゃっけんづつみ）というが、彼の功績を称え河内屋堤（かわちやづつみ）とも呼ばれている。築堤に使用した土の量は総じて490,000立方メートルであった。
甚九郎は褒美に土地を与えられた。その荒地は河内屋新田（かわちやしんでん）と名づけられたが、甚九郎は見事開墾し、村高は114石となった。河内屋新田は現在でいうと、小牧市北西部の端に位置する地域である。

#### 杁
杁（いり、閘門・樋門のこと）の設置には大野杁の実績がある一宮の大工原田兄弟が当たった。しかし、実績があるとは言っても、入鹿池の杁には大野杁より更に巨大なものが必要であった。尾張藩の協力で40間（約73m）の杁堤も出来、苦労して杁は完成された。この杁を調節して、水量を変えていく。
杁守役がいて、更にその配下に水練の者が配置された。この杁守役が入鹿池を管理した。
最初に杁守役になった羽黒村の丹羽七郎右衛門と上末村の落合善左衛門は、仕事に慣れず、悪政を敷いてしまったので免官された。次に任官されたのが山田清九郎・森川常八で、代々杁守役を世襲した。彼らは池に程近い神尾村に移住した。給金は切米5石、御扶持一人分であった。彼らの主な仕事は、水役所に池の水位を伝えることであった。
協議の末、用水路に水を流す日が水役所で決まると、水練の者が杁の戸を開けた。水練の者は神尾村の達者であり、給金5石であった。この役には宮吉・甚七の兄弟が当たり、この仕事も世襲化した。満水の池の中、杁の戸は閉まっているが、鉄梃子でこれを開ける。苧縄を結びつけ、轆轤を回して戸を開け、これを閉める時は、槌で打ちつけた。

### 新田開発
入鹿池も用水も出来、後は新田開発に取り組まなければならない。藩は入鹿池造成に功のあった入鹿六人衆を新田頭に命じ、これに当たらせた。上述の通り、井筋は宏大な原野であり、そのため開発には人手が大量に要った。
藩は寛永11年（1634年）江崎善左衛門・落合新八郎・鈴木作右衛門の三人を新田頭にし、その下で働く者は3年間の年貢・諸役の免除という政策を打ちだした。更に翌寛永12年（1635年）には他国からも人を呼んだが、更に重罪に処された者も開発に当たればこれを許すというお触れさえも行った。また、尾張藩には新田開発を促すために、「給人自分起新田」というものがあった。給人（支給された土地を耕す人）は、自ら土地を開発すれば、その土地の支配を許す、というものである。これには、開発願を出した後2年以内に開発の端緒を開かなければ、その土地は没収され、その後は二度と許可されないという、厳しい面もあった。
この様に入鹿六人衆は、尾張東北部の新田開発に多大な功があった。藩はこれを賞して彼らに、苗字帯刀を許し、10石の土地を与え、そして新田頭の任は世襲となった。
また、新田頭たちは新たに木曾川からの取水用水の作成を計画した。こうして出来たのが、木津用水（こっつようすい）大手堀・新木津用水である。大手堀は、犬山の木津から取水し、五条川に接続する物である。新木津用水は大手堀から分けて、春日井原を潤す物である。
これらの新田開発は、尾張藩の総石高を増やしたが、工事の連続は藩の財政に打撃を与えた。初代藩主徳川義直は正保元年（1644年）に藩士から百石につき1両の金を徴収した。また、翌年の正保2年（1645年）には知行の基準を変え、減俸を行った。

#### 入鹿出新田
入鹿村の村民は移転を余儀なくされたが、彼らには土地が与えられた。移転先として、前原新田・奥入鹿村・菊川新田・神尾入鹿新田・北外山入鹿出新田があった。これらが入鹿出新田である。このうち、前原新田が一番移住した数の多かった所である。また、前原にある南野新田は、入鹿村の人が直接移住した所ではないが、神尾入鹿新田に移住した内の数人が、開墾の困難さに音をあげて、更に移住した地域である。
入鹿村の歴史は古く、縄文時代後期の物とみられる入鹿池遺跡がある。その昔、この地には、安閑天皇2年（535年）に、入鹿屯倉（みやけ）が設置されたが、大化2年（646年）に廃止となった。
また、虫鹿神社・天道宮白雲寺がある。虫鹿神社（むしかじんじゃ）は延喜式に丹羽郡虫鹿神社として名の載る古い社である。天道宮（てんとうぐう）は古くから信仰を集め、尾張北部の人々から、厚く敬われた。白雲寺（はくうんじ）はその神宮寺で、山号を入鹿山という。そして入鹿池造成のおり、白雲寺は虫鹿神社とともに前原新田へ移築された。明治元年（1868年）に廃仏毀釈に遭い、その後天道宮神明社となった。

### 入鹿六人衆
入鹿六人衆は、江戸時代初期、尾張東北部の農民の中心人物、まとめ役であった。彼らはそれぞれ新田頭に任命され、その役は世襲となった。
江崎善左衛門了也
江崎 善左衛門 了也（えさき ぜんざえもん、文禄2年（1593年） - 延宝3年（1675年））は、春日井郡小牧村生まれの浪人。幼名新四郎。父江崎善左衛門宗度（享禄3年（1530年） - 寛永4年（1627年））、寛永元年（1624年）に善左衛門はその跡を継いだ。
寛永5年に発起人となり、入鹿池の造成に尽力、入鹿池完成後は入鹿新田頭に任命され、新田開発に勤しんだ。寛永17年（1640年）この功により、尾張藩より小牧原上原新田の内の10石の除地、苗字帯刀の権利を頂戴した。除地とは税の支払いの義務を負わない土地のことである。入鹿池以外に更に用水が必要となり、慶安元年（1648年）から慶安4年（1651年）に木津用水（今の合瀬川）を開鑿工事をし、完成させた。また、寛文4年（1664年）、春日井原を開墾する計画を立てて実行し、10か村を開いた。戒名は「至心院蓮誉了也居士」。父江崎善左衛門宗度の墓は小牧市川西にある。
落合新八郎宗親
落合 新八郎 宗親（おちあい しんぱちろう、 - 承応元年（1652年））は、春日井郡上末村生まれの浪人。祖父は豊臣秀吉に仕え、小牧・長久手の戦いで活躍した落合安親である。宗親の長男徳右衛門頼親が跡を継ぎ、父と共に新田開発に従事・貢献、大井堀の工事にも参加している。
入鹿六人衆として、寛永5年からの入鹿池築造工事に尽力した。その功績により、寛永11年（1634年）尾張藩より新田頭に任命されたが、寛永17年には更に、苗字帯刀の許しも得、除地として小牧原上原新田内10石を授けられた。後には、落合親子に土地3畝が贈られている。戒名は一宗快心居士。
鈴木作右衛門
鈴木 作右衛門（すずき さくえもん、生没年不詳）は、春日井郡田楽村（たらがむら、現・春日井市）生まれの浪人。曽祖父の代から田楽に住していたが、曽祖父鈴木九兵衛尚方。
寛永5年より、入鹿池の築造を入鹿六人衆として、尽力した。寛永11年に新田頭となり、寛永17年には苗字帯刀の許しと、小牧原上原新田に除地10石を得た。その後は病弱から活躍出来ず、歿年も不明である。
鈴木久兵衛
鈴木 久兵衛（すずき きゅうべえ、生没年不詳）は春日井郡上末村（現・小牧市）生まれの浪人。
寛永5年より、入鹿六人衆として入鹿池の造成に努力した。のちに新田頭となり、新田開発に親子二代で従事した。寛永17年には苗字帯刀、更に村中原下原新田に除地10石を得た。慶安元年の大井堀工事も、子の久三郎とともにあたった。
丹羽又助
丹羽 又助（にわ またすけ、- 寛文5年（1665年））は、春日井郡村中村（現・小牧市）生まれの農民。または丹羽又兵衛（- またべえ）ともいう。素封家の出。
寛永5年からの入鹿池築造工事に尽くし、その功績より、入鹿六人衆の1人として数えられている。後に新田頭として、村中原新田を耕した。寛永17年に、尾張藩主徳川義直より苗字帯刀と10石の除地を又助新田内に得ている。また、慶安元年の大井堀掘鑿にも貢献した。また、これら農事以外にも、村中に玉林寺を開いた功績がある。
船橋七兵衛
船橋 七兵衛（ふなはし しちべえ、 - 明暦3年（1657年））は、丹羽郡外坪村（現丹羽郡大口町）生まれの浪人。仁左衛門（にざえもん）ともいう。祖父船橋文平は小口城主織田家に仕えていた小者である。文平は永禄4年（1561年）に小口城を離れたため、3年後、永禄7年（1564年）の織田信長・生駒氏による小口城落城には関わらなかった。
寛永5年に始まった入鹿池築造に入鹿六人衆として尽力した。後に新田頭となり、この地方の開墾に勤しんだ。寛永17年には苗字帯刀、更には河内屋新田の10石を除地として与えられた。尾張藩付家老竹腰正信の覚えもよく、別に褒賞があった。その他、慶安元年の大井堀の工事、春日井原の開拓にも務めた。戒名は釋浄念。

### 入鹿切れ
完成より235年、それまで一度も大きな災害を起こさなかった入鹿池も、明治元年（慶応4年、1868年）4月終わり頃からの大雨には耐えられなかった。5月13日の七ツ（午前2時ごろ）に百間堤が決壊し、入鹿池一杯に貯まった水は下流に溢れ、多大な被害を出した。これを明治元年の「入鹿切れ」（いるかぎれ）と呼ぶ。被害については幾つかの記録があるが、「入鹿切ニ付溺死人ノ調」によれば死者774人とされる。また、楽田村の鈴木三郎正久家による「入鹿池堤防決潰」によれば浸水は丹羽・中島、春日井、海部の4郡に及んだといい、記された被害は以下の通りである。
- 死者 - 941人
- 負傷者 - 1,471人
- 被害にあった町村 - 133町村
- 建物への被害 - 流失家屋807戸、浸水家屋11,709戸
- 流失耕地 - 8,480町5段歩

特に羽黒村の被害は酷く、家屋の屋根に避難しても逃れられず、多くが濁流に流された。下流の布袋（ほてい、現在の江南市布袋町）では、水が引いた後に、腐乱死体がそこら中に転がっている有様であったという。これらの死体は、穴を拵えてそこに埋め、塚とした。また、ある者は犬山へ逃げようとしたが、川の橋は既に落ちた後で、誤って川に転落する者が続出した。下流でも死者こそ出なかったものの、被害はあった。流れてきた水の量は少なかったが、田に泥が被り、稲が駄目になってしまったという。
また、後にこの事が原因となって、入鹿池を干拓してこの地域の主水源を木曾川に求める計画が持ち上がったが、結局これは取りやめとなった。入鹿池は確かにこの様な大災害を起こしたが、防災の面での貢献も大きい。特に、8月から9月にかけての暴風雨による出水の貯水は、洪水防止に大きく役立っている。入鹿池に流れ込む川の上流は、山が荒れている所が多く、その保水力が望めない。その突発な出水を底水の入鹿池にため込める事から、洪水が防がれている。よって、入鹿池を干拓する事は利が少なく、逆に、池の治水能力を増大させた方が、防災の効果は高い。
1977年（昭和52年）、永年の懸案であった入鹿池の防災ダム事業計画が始まり、1991年（平成3年）、工事は完了した。

## 年表
- 縄文時代後期（紀元前1000年頃） - 入鹿池遺跡
- 535年 - 入鹿屯倉設置
- 寛永5年（1628年） - 入鹿池築造計画申し出
- 寛永9年（1632年） - 本格的に築造着工
- 寛永10年（1633年） - 築造完了
- 明治元年（1868年） - 入鹿切れ発生（→#入鹿切れ）
- 大正13年（1924年） - 水争議発生
- 昭和10年（1935年）-  入鹿用水の最下流に位置した南下原（春日井）は水量の少なさに悩まされ、井戸を掘って農業用（灌漑用）の水を確保することにした。昭和8年に入鹿組合に陳情。昭和9年に許可が出たので、耕地整理組合を設立。日本鑿泉會社（現在の「日さく」）に工事（鑿井）を委託したところ、昭和10年2月に水が滾々と湧き出た。これは愛知県下最初の事業だった。【鑿井竣成碑より】[6]
- 昭和19年（1944年） - 新放水路完成
- 昭和33年（1958年） - 愛知用水公団へ加入
- 昭和35年（1960年） - 新取水塔建造
- 昭和52年（1977年） - 防災ダム事業計画はじまる
- 昭和54年（1979年） - 防災ダム工事着工
- 平成3年（1991年） - 防災ダム工事完成
- 平成17年（2005年） - 愛知用水二期事業により愛知用水と導水管でつながれる
- 平成28年（2016年） - 天皇・皇后（当時）が視察に訪れる[7][8]

- 令和7年（2025年） - 新田原基地のT-4練習機が墜落。小牧基地からの帰還途中のことであった[9]。

## 周辺
- 夜な夜な違法競走型暴走族が集まることで東海地区では有名であり、特に週末の夜にはたくさん集まる。撲滅のためにコーナー各所には減速帯が設置されている。

### 施設
- 博物館明治村
- 犬山市立池野小学校
- 犬山池野簡易郵便局
- 神明白山神社
- 諏訪神社
- 犬山カンツリー倶楽部

### 山
- 尾張三山 - （尾張富士、本宮山、白山）
- 八曽山

### 道路
- 尾北自然歩道
- 中央自動車道小牧東IC
- 愛知県道16号多治見犬山線
- 愛知県道453号明治村小牧線
- 愛知県道49号春日井犬山線
- 岐阜県道121号・愛知県道191号長洞犬山線
- 尾張パークウェイ
  - 今井南インターチェンジ

## 関連画像
- 南湖畔から見た入鹿池
- 桟橋
- 入鹿用水土地改良区事務所
- 白山から望む尾張富士と入鹿池
- かんがい施設遺産記念碑

## 関連書籍
- 愛知県一宮農地開発事務所『入鹿池:県営大規模老朽ため池事業』1972年
- 犬山市立図書館『入鹿池関係資料』1992年
- 犬山市役所『犬山の自然をたずねて:入鹿池・五条川周辺コース』1995年

参考資料
- 犬山市教育委員会『郷土読本 犬山』犬山市教育委員会、1962年
- 入鹿池史編纂委員会『入鹿池史（入鹿用水誌）』入鹿用水土地改良区、1994年 - 大部分、これに依拠した
- 小牧市教育委員会『こまき』小牧市教育委員会、1999年